# Diplomacia suiza
Diplomacia suiza es el noveno episodio de la cuarta temporada de la serie dramática El ala oeste de la Casa Blanca.

## Argumento
Un sobrino del Ayatolá iraní sufre una grave enfermedad: deben trasplantarle un corazón y un pulmón en un hospital de los Estados Unidos. El único que puede hacerlo es un médico de su país que huyó por ser perseguido por el régimen persa. Todo el asunto es tratado por la diplomacia Suiza, que, como el país que representa, se mantiene radicalmente neutral: no se manchará las manos en tan delicado asunto. Además, tras conocerse la noticia, se producen revueltas fanáticas en Irán por la "injerencia occidental".
Mientras, Sam pasa unos días en California ultimando su equipo para dirigir el Condado de Orange. Allí, Will Bailey le comunica que rechaza el puesto de director del gabinete del nuevo congresista. Quiere tomarse unas vacaciones. De mala gana, Sam acepta el rechazo y viaja a Washington donde se entrevista con el Presidente Bartlet para que este le dé varios consejos. El principal: que sea independiente y fiel a sus ideas.
Josh se entrevista con el vicepresidente John Hoynes para recriminarle que busque apoyos dentro del Partido Demócrata para ser presidenciable en las próximas elecciones, aún muy lejanas. Un oponente del mismo partido ha denunciado la maniobra, cuando en realidad ha sido el propio presidente de los Estados Unidos quien se ha encargado de llamar a varios delegados. Hoynes, entre otros asuntos, le dice a Josh que de haber sido él elegido presidente, le hubiera dado el cargo de Jefe de Gabinete de la Casa Blanca.
Por su parte, Charlie se burla de su jefe al negarse este a dejarse ayudar mediante la informática en la redacción de varias cartas de agradecimiento por varios apoyos durante las elecciones. Por último, Toby le ofrece el puesto de Directora de Parques Nacionales a una candidata del Partido Demócrata derrotada por un pequeño margen. Se siente responsable de su fracaso por pedirle que lanzara un “globo sonda” sobre los impuestos. Leo le dirá que no puede darle el puesto porque necesita el apoyo del senado. Y no es buen momento para enfrentamientos con la minoría republicana.

## Curiosidades
- Este es el primer episodio de la serie no escrito por Aaron Sorkin.
- Joshua Malina en teoría acababa su contrato en este episodio. Pero poco después se decidió su continuidad en la serie durante varias temporadas.
- Richard Schiff comentó sobre la trama: lo normal es que tras ganar una reelección vayan superándose un problema tras otro. Lo que no es tan normal es que tras ganarla aparezcan varios escándalos que estaban tapados por la campaña electoral.[1]

## Enlaces
- Enlace al Imdb
- Guía del Episodio (en inglés)